# Li Yuehong
Li Yuehong (en chino: 李越宏; Jinan, 28 de agosto de 1989) es un deportista chino que compite en tiro, en la modalidad de pistola.
Participó en tres Juegos Olímpicos de Verano, obteniendo tres medallas, bronce en Río de Janeiro 2016, bronce en Tokio 2020 y oro en París 2024, en la prueba de pistola rápida de fuego 25 m. Ganó tres medallas en el Campeonato Mundial de Tiro entre los años 2010 y 2023.

## Palmarés internacional
| Juegos Olímpicos   | Juegos Olímpicos             | Juegos Olímpicos  | Juegos Olímpicos             |
| Año                | Lugar                        | Medalla           | Prueba                       |
| ------------------ | ---------------------------- | ----------------- | ---------------------------- |
| 2016               | Río de Janeiro 2016 (Brasil) | Medalla de bronce | Pistola rápida de fuego 25 m |
| 2020               | Tokio (Japón)                | Medalla de bronce | Pistola rápida de fuego 25 m |
| 2024               | París (Francia)              | Medalla de oro    | Pistola rápida de fuego 25 m |
| Campeonato Mundial |                              |                   |                              |
| Año                | Lugar                        | Medalla           | Prueba                       |
| 2010               | Múnich (Alemania)            | Medalla de bronce | Pistola rápida de fuego 25 m |
| 2014               | Granada (España)             | Medalla de bronce | Pistola rápida de fuego 25 m |
| 2023               | Bakú (Azerbaiyán)            | Medalla de oro    | Pistola rápida de fuego 25 m |